# Droga (transport)

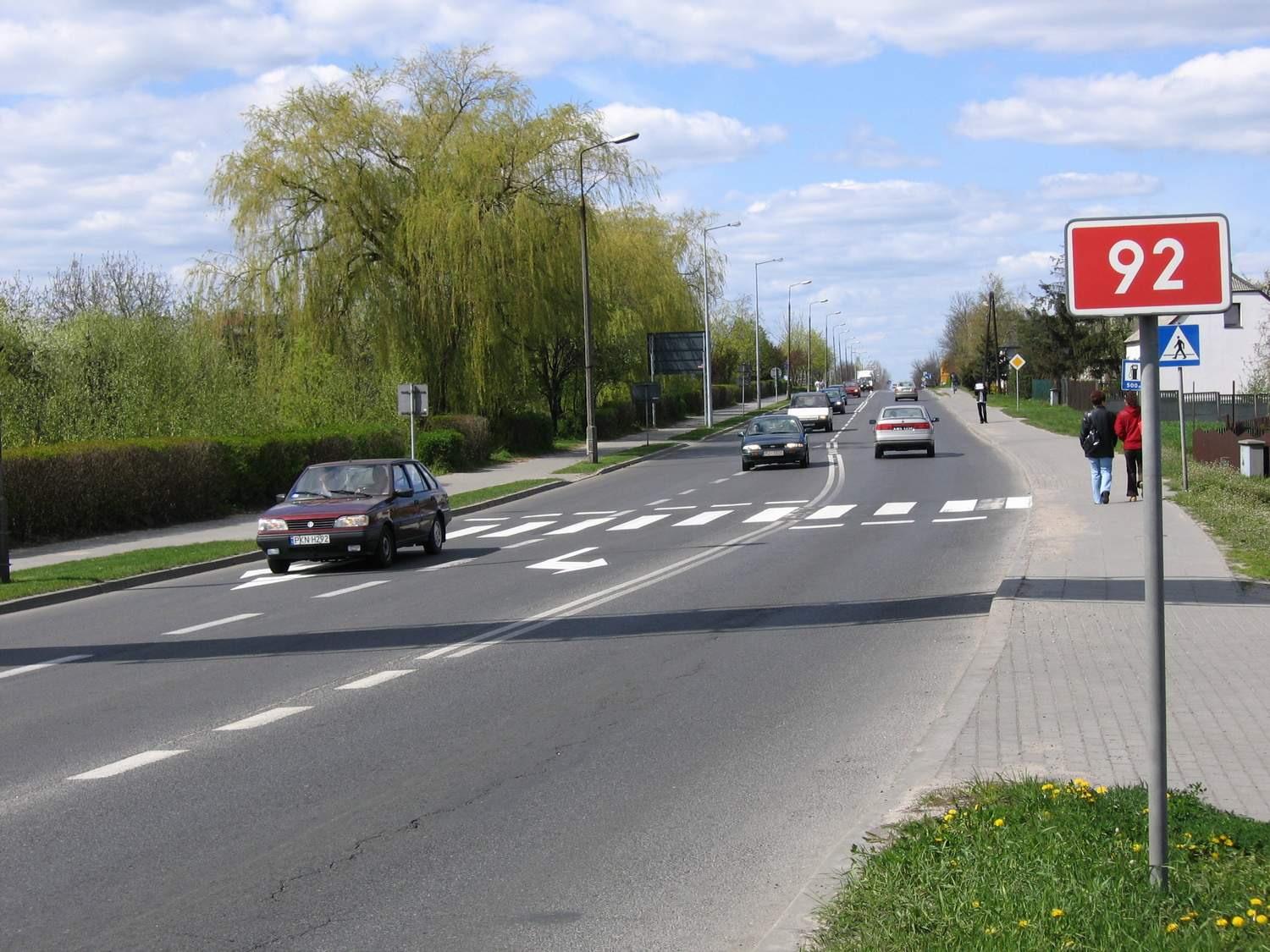
Droga kołowa

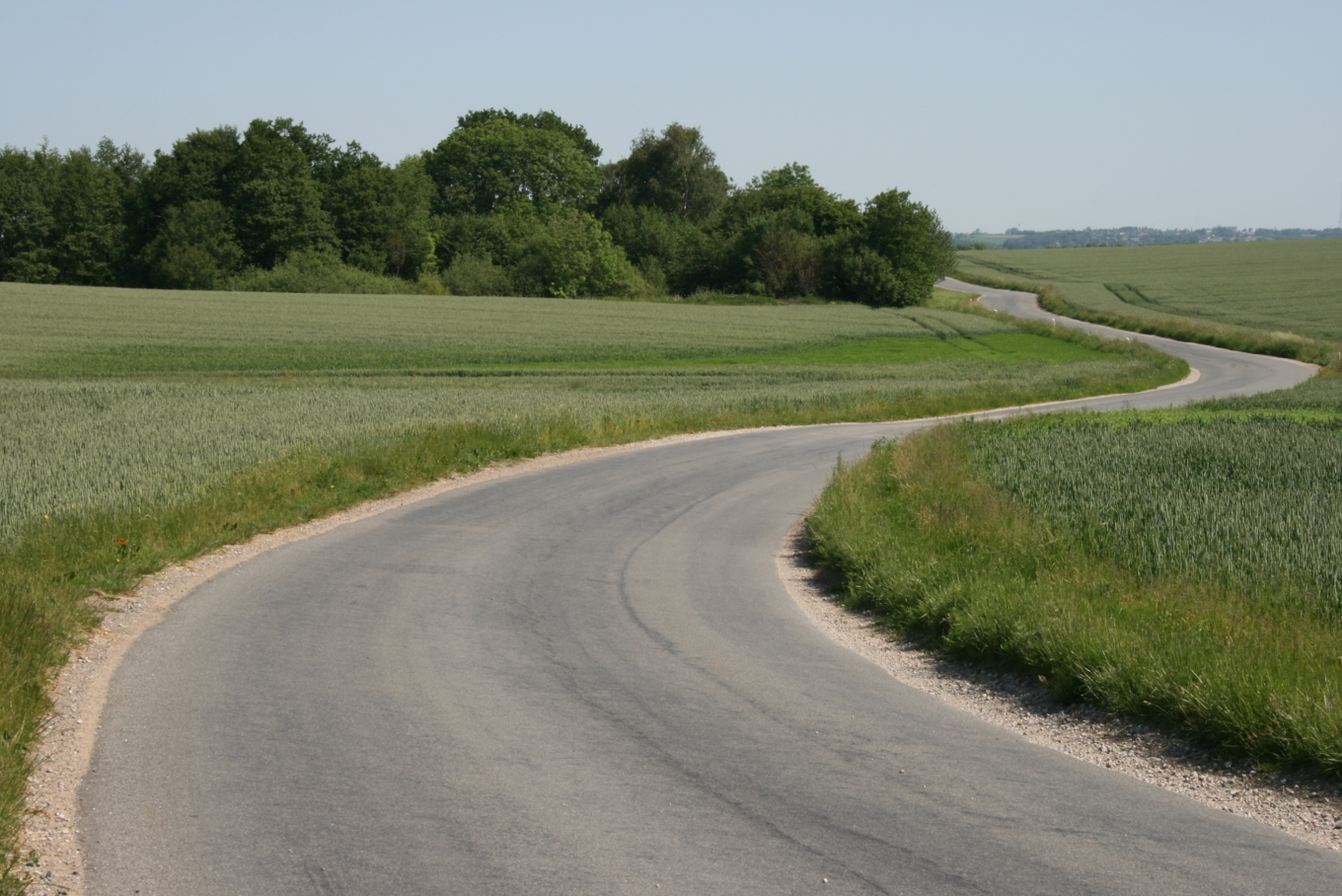
Droga twarda

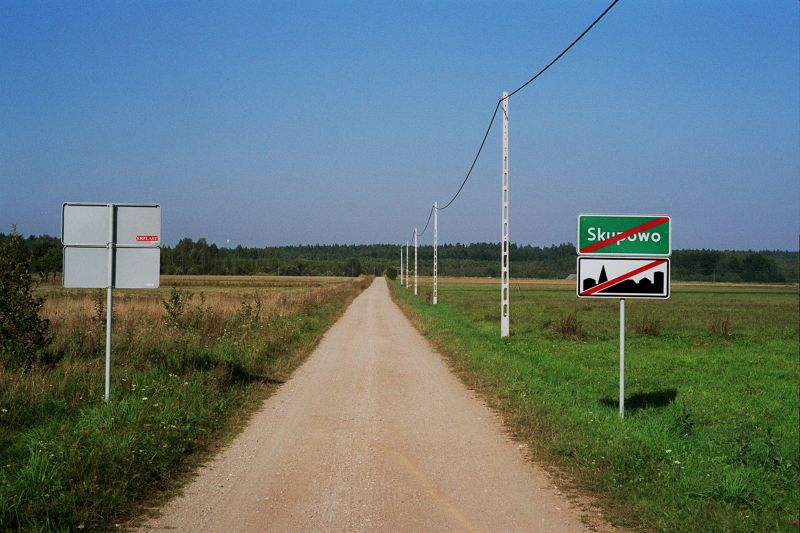
Droga gruntowa

Droga – wydzielony pas terenu składający się z jezdni, pobocza, chodnika, drogi dla pieszych lub drogi dla rowerów, łącznie z torowiskiem pojazdów szynowych znajdującym się w obrębie tego pasa, przeznaczony do ruchu lub postoju pojazdów, ruchu pieszych, ruchu osób poruszających się przy użyciu urządzenia wspomagającego ruch, jazdy wierzchem lub pędzenia zwierząt.
Droga – budowla składająca się z części i urządzeń drogi, budowli ziemnych, lub drogowych obiektów inżynierskich, określonych w przepisach wydanych na podstawie art. 7 ustawy z dnia 7 lipca 1994 r. – Prawo budowlane, stanowiąca całość techniczno-użytkową, usytuowana w pasie drogowym i przeznaczona do ruchu lub postoju pojazdów, ruchu pieszych, ruchu osób poruszających się przy użyciu urządzenia wspomagającego ruch, jazdy wierzchem lub pędzenia zwierząt.

## Rodzaje dróg
- droga kołowa
- droga twarda
- droga gruntowa
- droga publiczna
- droga wewnętrzna
- droga jednojezdniowa
- droga dwujezdniowa
- droga jednokierunkowa
- droga ekspresowa
- droga krajowa
- droga wojewódzka
- droga powiatowa
- droga gminna
- droga dla rowerów
- droga kolejowa
- droga wodna
- droga lotnicza